# Mönchgraben (Baabe)

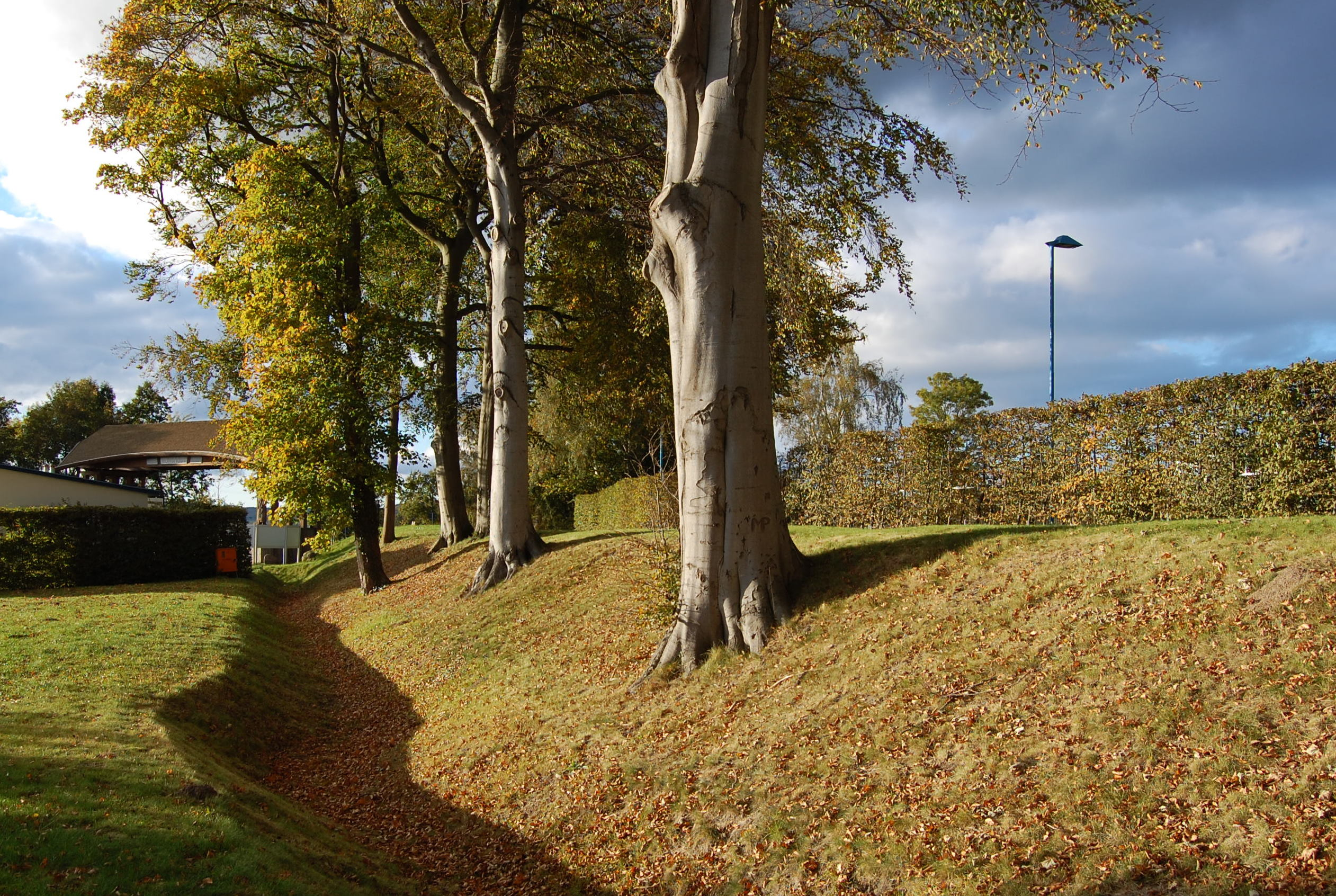
Mönchgraben in Baabe

Mönchgraben und Befestigungen bei Baabe

Der Mönchgraben ist eine mittelalterliche Landwehr in Baabe auf Rügen, die die Halbinsel Mönchgut von Rügen abgrenzte.

## Lage und Erscheinungsbild
Die Anlage war ursprünglich etwa 1,5 Kilometer lang, bestand aus einem Wall und einem Graben und verlief vom Selliner See in östlicher Richtung wohl bis zur Ostsee – zunächst in gerader Linie vom See bis zu einer Niederung, dann leicht nach Süden bis zur damaligen Grenze des Waldes und dann wieder nach Norden. Während im westlichen Abschnitt noch heute Wall und Graben erhalten sind, ist im Bereich zur Ostsee ein Verlauf nicht mehr erkennbar. Allerdings wird er auf der schwedischen Matrikelkarte des Jahres 1695, zugleich der ältesten Darstellung auf einer Karte, und auf einer preußischen Generalstabskarte von 1836 als durchgehend aufgeführt.
Der noch erhaltene Wall ist etwa zwei bis drei Meter hoch und fünf bis sieben Meter breit. Der Graben hat eine Breite von circa zwei Metern. Es wird davon ausgegangen, dass sowohl Wall als auch Graben ursprünglich noch deutlich stärker ausgeprägt waren. Der einzige Übergang befand sich dort, wo auch heute die Bundesstraße 196 den Graben quert. An dieser Stelle befindet sich heute ein Tor, das den Zugang zum Mönchgut symbolisiert.

## Geschichte
In Urkunden von 1276 und 1295 wird als Nordgrenze des Landes Reddevitz zu Rügen erstmals ein Befestigungswerk angeführt, welches den Namen „Mönchgraben“ trägt. Der Sage nach ist der Graben auf Befehl des Abtes von Eldena 1295 als Markierung der Außengrenze des dem Kloster gehörenden Landes aufgeworfen worden. Der Mönchgraben wird jedoch nach Alfred Haas 1295 fossatum quod vulgariter landwere appellatur (Graben gemeinhin Landwere genannt) und 1276 vetus fossatum (alter Graben) genannt. Nach Theodor Pyl wird der Mönchgraben 1252 der alte Graben und 1276 Landwere genannt.

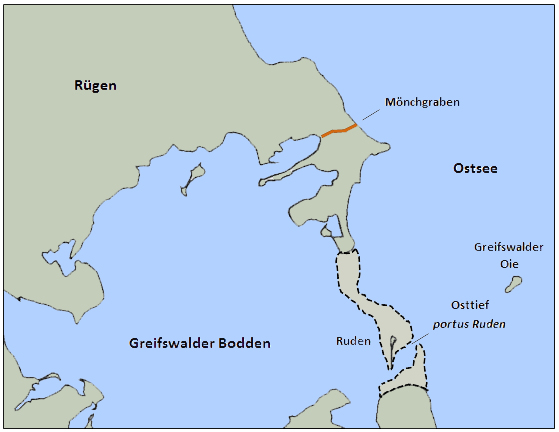
Der Mönchgraben als Verteidigungswall und die wahrscheinliche Landverbindung zwischen Rügen und dem Ruden im 12. und 13. Jahrhundert

Wahrscheinlich ist der Ursprung des Walls, entgegen der Sage der Zisterzienser des Klosters Eldena, auf die Ranen zurückzuführen. Größere archäologische Grabungen sind bisher nicht erfolgt, wodurch die Entstehungszeit und die ursprüngliche Funktion unbekannt sind. Der Wall befindet sich nördlich des Grabens, womit die Anlage – der Sage widersprechend – nicht in Richtung Norden, sondern nach Süden ausgerichtet ist. Wie Schmidt feststellt, ist es daher eigenartig, wer sich hier vor wem schützen wollte.
Möglich ist, dass die ehemals vorhandene Landverbindung zum Ruden und damit die geographisch geschlossene Küstenlinie zur Insel Usedom die Ursache zum Bau der Landwehr bei Baabe gewesen sein könnte. Auch Pyl vermutete, dass der Wall auf Anweisung der rügenschen Fürsten zur Abwehr dänischer und sächsischer Kriegszüge aufgeschüttet wurde. Im 12. Jahrhundert erlangten die Ranen eine marine Vormachtstellung im südlichen Ostseeraum, was sie vor seewärtigen Angriffen schützte. Der Wall funktionierte somit als Sperrriegel gegen Bedrohungen von Landheeren aus südlicher Richtung, wie z. B. beim Feldzug Heinrichs von Alt Lübeck im Winter 1113–1114.
Nach Erwerb durch das Kloster Eldena diente der Graben zur Abgrenzung Mönchguts. Die Klosterbauern des Mönchguts hatten auf dem Wall täglich einen reitenden Boten zu unterhalten.